# Péronne (Somme)
Péronne es un municipio francés situado en el departamento de Somme y la región de Alta Francia.

## Geografía

### Historia
Situado en una colina, dominando el Somme y sus estanques, Péronne fue, desde la época merovingia una plaza fuerte irreductible. En el siglo IX se construyeron sus murallas. Actualmente sólo queda, como último vestigio de su pasado la Puerta de Bretaña.
Un rey, Carlos el Simple murió, cautivo en un torreón, en 929. En el siglo XII, Felipe Augusto hizo construir las torres del castillo. Rodeado de fosos, un rastrillo defendía la entrada.
Algunos episodios de la rica historia de esta ciudad:
- en 1468 Carlos el Temerario extorsionó a Luis XI de Francia, prisionero en el castillo, hasta conseguir un tratado.
- en 1536 Carlos Quinto asedió la villa sin éxito. Catherine de Poix, llamada Marie Fouré, defendió la ciudad lanzando a un español desde lo alto de las murallas.
- el 14 de septiembre de 1641 Luis XIII de Francia y Honoré de Grimaldi firmaron un tratado que ponía al principado de Mónaco bajo el protectorado de Francia.
- el 19 de septiembre de 1641 los representantes de las instituciones catalanas, entonces en guerra contra Felipe IV de España, nombraron conde de Barcelona a Luis XIII de Francia y firmaron un tratado que ponía al principado de Cataluña bajo la protección de Francia (en la práctica, sin embargo, se convirtió en una anexión).

Pocas villas han estado tan mezcladas con la historia de Francia, pero también han sido pocas las que se han visto devastadas de una manera tan continuada. Incendiada, invadida por los normandos, gravemente deteriorada tras el asedio de los españoles, devastada por los alemanes en 1870, totalmente destruida en 1917, bombardeada e incendiada en mayo de 1940 por la aviación alemana. Péronne luce en su blasón dos cruces de guerra y la medalla de la Legión de Honor.

### Demografía
| 1962 | 1968 | 1975 | 1982 | 1990 | 1999 |
| ---- | ---- | ---- | ---- | ---- | ---- |
| 5910 | 7146 | 8568 | 9129 | 8497 | 8380 |

### Lugares y monumentos
- Iglesia de San Juan Bautista, destruida, casi totalmente entre 1914 y 1918 y, parcialmente, en 1944 conserva, únicamente, la fachada, de estilo gótico flamígero. Conserva, también, una pintura mural del siglo XVII: “La bonne mort” (La buena muerte). La Péronne católica tenía siete parroquias antes de la Revolución francesa. Delante de la iglesia se halla la estatua de Marie Fouré, heroína peronesa que simboliza la resistencia de los peroneses frente a las tropas de Carlos Quinto durante el asedio de 1536.

- El Museo Alfred Danicourt, fundado en 1877 y ubicado en el ayuntamiento, es el único museo de Somme que fue totalmente saqueado e incendiado por las tropas alemanas entre 1916 y 1918. Se perdieron un 98 % de sus colecciones. Quedaron tan sólo algunas muestras arqueológicas que fueron guardadas por el director del museo cuando entraron los alemanes en 1914. Estas muestras fueron sustraídas de nuevo en 1941. Cuando se reconstruyó el ayuntamiento se “olvidó” el museo que no encontró su lugar hasta la construcción del nuevo ayuntamiento en 1955. Su fundador, el viejo alcalde Alfred Danicourt, había hecho de este museo un centro cultural para Somme en 1900. En él se encuentra, hoy día, una de las más valiosas colecciones del mundo de monedas galas, orfebrería antigua, mobiliario funerario merovingio, y una exposición de la producción regional de sílex de la época prehistórica, y algunos ejemplares de la pintura picarda de los siglos XIX y XX.

Péronne es conocido, también, por los monumentos levantados en honor de los muertos: “La Picardie maudissant la guerre” (Picardía maldiciendo la guerra), representando a una mujer picarda levantando su puño por encima del cuerpo de su hijo o marido muerto en la guerra. O el monumento de Marin Delpas: la defensa de la ciudad y su caída tras el asedio, por parte de los prusianos durante el invierno de 1870-1871. O el monumento australiano que rememora la toma heroica de un barrio de la ciudad llevada a cabo por los soldados australianos en 1918.
Viendo la Puerta de Bretaña y su red fortificada, puede hacerse una idea del aspecto defensivo que ofrecía Péronne hasta el siglo XX, plaza fuerte francesa y ciudad fronteriza a dos pasos de las posesiones españolas.
Instalado en el antiguo castillo medieval de la ciudad, actualmente propiedad del departamento del Historial de la Grande Guerre, es un lugar de visita imprescindible, en Péronne, para los amantes de la Primera Guerra Mundial.

## Ciudades hermanadas
- Altena (Alemania)
- Blackburn (Reino Unido)
- Salobreña (España)